# Кучеренко Сергій Миколайович
Сергі́й Микола́йович Кучере́нко (нар. 25 лютого 1965, Київ, Україна) — радянський, український актор театру, кіно та телебачення.

## Біографія
У 1988 році Сергій Кучеренко закінчив акторський факультет Київського державного інституту театрального мистецтва ім. І. К. Карпенка-Карого (майстерня народного артиста України В. С. Лизогуба).
З 1990 року — актор Київського академічного Молодого театру. Знімається в кіно та на телебаченні.

## Фільмографія (вибіркова)
| Рік  |     | Назва українською                  | Роль                                               |
| ---- | --- | ---------------------------------- | -------------------------------------------------- |
| 1984 |     | Макар-слідопит (3-я серія)         | солдат-візник (немає в титрах)                     |
| 1990 | т/ф | Чорна Пантера і Білий Ведмідь      | Корній, художник                                   |
| 1991 |     | Мічені                             | Гаврик                                             |
| 1992 |     | Три ідеальні пари                  | Хорхе                                              |
| 1993 |     | Кайдашева сім'я                    | Карпо                                              |
| 1994 |     | Дорога на Січ                      | Денис Крига                                        |
| 1995 | т/с | Острів любові (фільм 5 «Киценька») | Опанас Моримуха                                    |
| 1996 |     | Операція «Контракт»                | Михайлюта                                          |
| 2006 | т/с | 9 життів Нестора Махно             | атаман Григор'єв                                   |
| 2006 | т/с | Опер Крюк                          | Жора                                               |
| 2006 | т/с | Міський романс                     | водій Соболя                                       |
| 2007 | т/с | Смеш                               | майор ФСБ                                          |
| 2008 |     | Реквієм для свідка                 | Громила                                            |
| 2008 |     | Рідні люди                         | Друг Лупанова                                      |
| 2008 |     | Хороші хлопці                      | військовий прокурор                                |
| 2009 |     | Третього не дано                   | Павлов                                             |
| 2010 | т/с | Єфросинья                          | Коля                                               |
| 2010 | т/с | Маршрут милосердя                  | Вася                                               |
| 2010 | т/с | Свати 4                            | Айріс, колишній десантник, товариш по службі Івана |
| 2011 | т/с | Білі троянди надії                 | Тимофій                                            |
| 2012 | т/ф | Мільйонер                          | таксист                                            |
| 2012 |     | Порох і дріб                       | Калашевич                                          |
| 2013 | т/с | Свати 6                            | Айріс, колишній десантник                          |
| 2014 |     | Білі вовки 2                       | Родіонов, власник заводу                           |
| 2016 |     | Гроза над Тихоріччям               | Аркадій, керівник лабораторії                      |
| 2016 | т/с | Слуга народу                       | Іван Грозний, Аль Капоне                           |
| 2016 | т/с | Випадкових зустрічей не буває      | суддя                                              |
| 2017 | т/с | Конвой                             | батько Каті                                        |
| 2017 |     | Таємний щоденник Симона Петлюри    | Юзеф Пілсудський                                   |
| 2020 | т/с | Виклик (телесеріал)                | Дмитро Лиховій, співробітник ДСНС                  |

## Театральні роботи
- «Гоголь-моголь з двох яєць», Микола Ердман, реж. О. Меркулова — Пугачов
- «Як виходять в люди», Олександр Островський, переклад Ігоря Матіїва, реж. І. Матіїв — Голутвін
- «Шельменко-денщик», Григорій Квітка-Основ'яненко, реж. В. Гур'єв — Опецьковський
- «Вій», Тамара Тамільченко за творами Миколи Гоголя, реж. В. Шулаков — Сотник
- «Ігри замку Ельсінор», Нікола Йорданов, реж. Т. Криворученко — Генрі
- «Зачарована рукавичка», Ірина та Ян Златопольські, реж. М. Карасьов — Ярмарчанин, Ведучий
- «Автобус», Станіслав Стратієв, реж. Т. Криворученко — Нерозумний
- «РЕхуВІлійЗОР», Микола Гоголь, Микола Куліш, реж. С. Мойсеєв — Піп Авива
- «Кайдаші», за Іваном Нечуєм-Левицьким, М.Яремків — Карпо
- «Трагедія Гамлета, принца данського», Вільям Шекспір, реж. С. Мойсеєв — Актор
- «Новорічна інтермедія», реж. Ю. Маслак — Дід Мороз
- «За двома зайцями», Михайло Старицький, реж. В. Шулаков — Бас
- «Одруження», Микола Гоголь, реж. Т.Криворученко — Яічниця
- «Орфей спускається у пекло», Теннессі Вільямс, реж. М. Яремків — Вел Ксав'є
- «Дон Жуан», Жан-Батист Мольєр, переклад Ірини Стешенко, реж. С. Мойсеєв — Дон Алонсо, брат Ельвіри
- «Той, тот та інші», Іштван Еркень, реж. Бела Меро — Сусід
- «Іграшка для дорослих», за п'єсою Ярослави Пулінович «Він зник безвісти», реж. В. Цивінський — Гробар 2
- «Торчалов», Микита Воронов, переклад Олександра Муратова, реж. В. Легін — Семен Захарович Кушка
- «Поступися місцем!», Віна Дельмар, реж. Д. Весельський — Білл
- «Зачарований», за п'єсою Івана Карпенко-Карого «Безталанна», реж. А. Білоус — Другий староста
- «Метод Гронхольма», Жорді Гальсеран, переклад Олексія Дроздовського, реж. Т. Криворученко — Фернандо
- «Право на любов», Олександр Островський, переклад Петра Тернюка, реж. Ю. Маслак — Онуфрій Дороднов
- «Московіада», за романом Юрія Андруховича, інсценізація Надії Симчич і Станіслава Мойсеєва, Ніколай Палкін, реж. С. Мойсеєв — Єжевікін
- «Сім бажань Зербіно», Володимир Глейзер, переклад Неди Неждани, реж. М. Яремків — Мушаміель, король
- «Любофф!», Меррей Шизгал, переклад Олени Катаєвої, реж. Т. Криворученко — Мілт Менвілл
- «Сватання на Гончарівці», Григорій Квітка-Основ'яненко, реж. В. Шулаков — Кандзюба